# Рісто Радунович
Рісто Радунович (чорн. Ристо Радуновић / Risto Radunović, нар. 4 травня 1992, Подгориця, Сербія і Чорногорія) — чорногорський футболіст, фланговий захисник румунського клубу ФКСБ та національної збірної Чорногорії.

## Ігрова кар'єра

### Клубна
Рісто Радунович народився у місті Подгориця і займатися футболом почав у столичному клубі «Ком». Професійну кар'єру він розрочинав вже у клубі «Будучност». Сезон 2010-11 став для футболіста дебютним у професійному футболі. А вже в літку 2011 року Радунович брав участь у матчах кваліфікації Ліги Європи.
У 2014 році Радунович перейшов до сербського клубу «Борац» з міста Чачак але провів у команді лише 5 матчів за сезон і повернувся до «Будучності», де грав ще два роки.
У 2017 році футболіст перебрався до Румунії. Три сезони він провів у клубі «Астра», а у 2021 році перейшов до столичного ФКСБ.

### Збірна
У жовтні 2018 року у матчі Ліги націй проти команди Литви Рісто Радунович дебютував у складі національної збірної Чорногорії.

## Титули
Будучност
 Чемпіон Чорногорії (2): 2011/12, 2016/17
 Переможець Кубка Чорногорії: 2012/13
ФКСБ
 Чемпіон Румунії (2): 2023/24, 2024/25
 Володар Суперкубка Румунії (2): 2024, 2025